# Alexis Rolín
Germán Alexis Rolín Fernández (Montevideo, Uruguay, 7 de febrero de 1989) es un futbolista uruguayo que juega como defensa central en Potencia.
Ha sido internacional con la selección uruguaya.

## Trayectoria

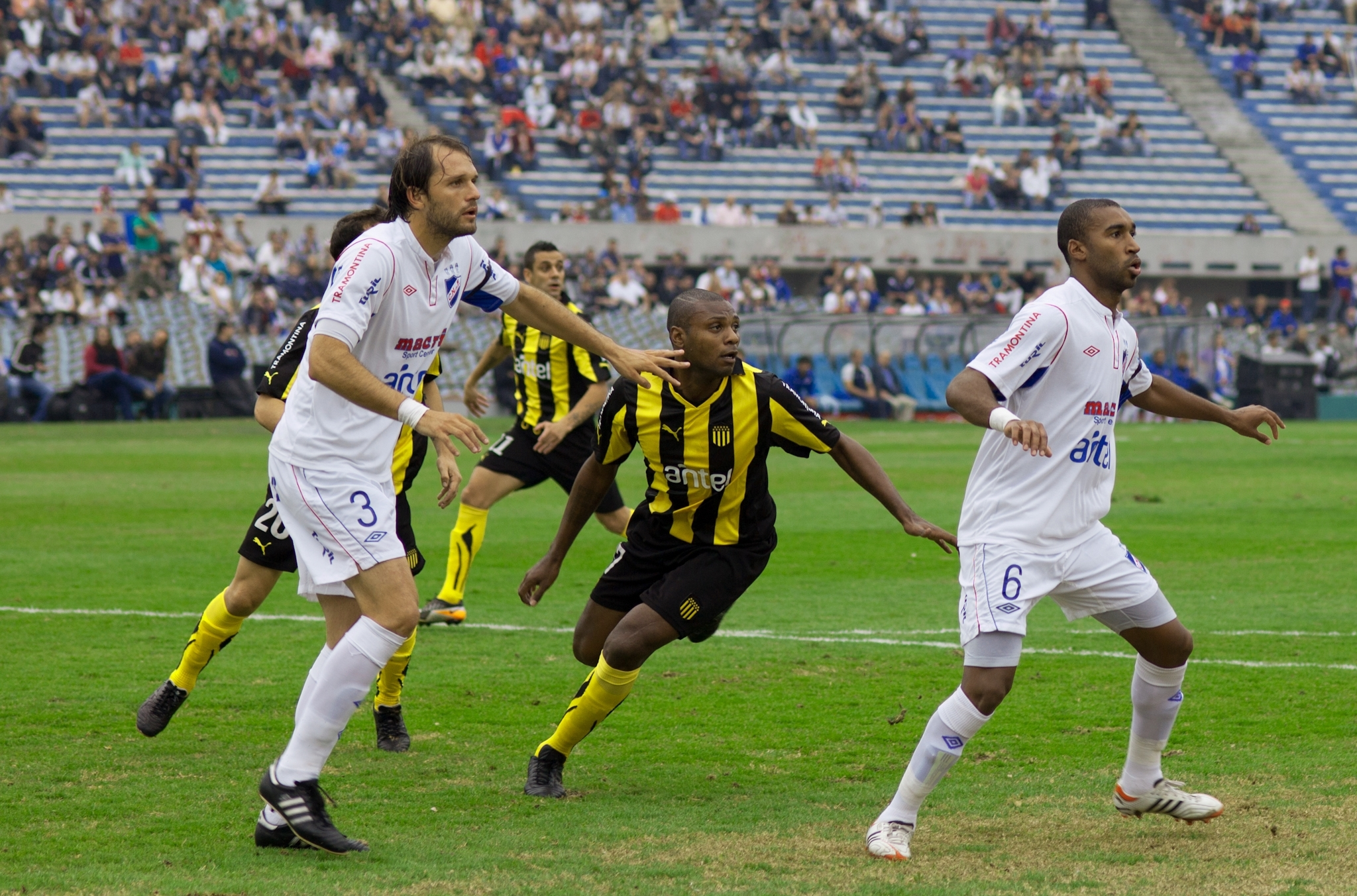
Rolín jugando para Nacional en el clásico ante Peñarol

Proveniente de las divisiones inferiores del club albo fue ascendido a Primera División en 2011, debutando el 16 de enero del mismo año frente a Libertad en la final de la Copa Bimbo 2011 entrando en el segundo tiempo por Sebastián Coates.
Ha jugado tanto en la posición de defensa central como en la posición de lateral izquierdo.
Su debut en partidos oficiales fue en un clásico, disputado el domingo 8 de mayo de 2011, que resultó con victoria de Nacional 1:0 en marco del Torneo Clausura 2010-11.
Formó parte de la nómina de 23 futbolistas para competir en los Juegos Olímpicos de Londres 2012, donde tuvo un rendimiento que captó la atención de varios clubes europeos. Luego de esta experiencia fue transferido al Catania de la Serie A de Italia por una suma que rondaba los 3 millones de euros. 
Luego de afrontar el descenso con el Catania y de no encontrar rodaje ni lugar en el equipo, llegó a Boca Juniors a principios de 2015 donde firmó contrato por un año.
En mayo de 2016 viajó a Paraguay para firmar su contrato y convertirse en jugador de Olimpia.
En enero de 2019 el defensor uruguayo fichó por Universidad de Concepción de Chile.

## Selección nacional
Fue llamado por Óscar Tabárez para jugar con la selección olímpica de Uruguay en los Juegos Olímpicos de Londres 2012.

### Participaciones en los Juegos Olímpicos
| Copa                             | Sede        | Resultado      | PJ | G |
| -------------------------------- | ----------- | -------------- | -- | - |
| Juegos Olímpicos de Londres 2012 | Reino Unido | Fase de grupos | 3  | 0 |

## Clubes
| Club                      | País      | Año             |
| ------------------------- | --------- | --------------- |
| Nacional                  | Uruguay   | 2011 - 2012     |
| Catania                   | Italia    | 2012 - 2014     |
| Boca Juniors (préstamo)   | Argentina | 2015 - 2016     |
| Olimpia (préstamo)        | Paraguay  | 2016            |
| Nacional                  | Uruguay   | 2017 - 2018     |
| Universidad de Concepción | Chile     | 2019            |
| Central Córdoba           | Argentina | 2020            |
| Rentistas                 | Uruguay   | 2020            |
| Independiente Medellín    | Colombia  | 2021            |
| Rentistas                 | Uruguay   | 2022            |
| Potencia                  | Uruguay   | 2023 - presente |

## Estadísticas

### Clubes
| Club                              | Div.          | Temporada     | Liga  | Liga  | Liga   | Copas nacionales(1) | Copas nacionales(1) | Copas nacionales(1) | Torneos internacionales(2) | Torneos internacionales(2) | Torneos internacionales(2) | Total(3) | Total(3) | Total(3) |
| Club                              | Div.          | Temporada     | Part. | Goles | Asist. | Part.               | Goles               | Asist.              | Part.                      | Goles                      | Asist.                     | Part.    | Goles    | Asist.   |
| --------------------------------- | ------------- | ------------- | ----- | ----- | ------ | ------------------- | ------------------- | ------------------- | -------------------------- | -------------------------- | -------------------------- | -------- | -------- | -------- |
| Nacional · Uruguay                | 1.ª           | 2011          | 4     | 0     | 0      | —                   | —                   | —                   | —                          | —                          | —                          | 4        | 0        | 0        |
| Nacional · Uruguay                | 1.ª           | 2011-12       | 28    | 3     | 1      | —                   | —                   | —                   | 7                          | 0                          | 0                          | 35       | 3        | 1        |
| Nacional · Uruguay                | 1.ª           | 2012          | —     | —     | —      | —                   | —                   | —                   | 1                          | 1                          | 0                          | 1        | 1        | 0        |
| Nacional · Uruguay                | 1.ª           | 2017          | 10    | 0     | 0      | —                   | —                   | —                   | —                          | —                          | —                          | 10       | 0        | 0        |
| Nacional · Uruguay                | 1.ª           | 2018          | 11    | 2     | 0      | —                   | —                   | —                   | 3                          | 0                          | 0                          | 14       | 2        | 0        |
| Nacional · Uruguay                | Total club    | Total club    | 53    | 5     | 1      | 0                   | 0                   | 0                   | 11                         | 1                          | 0                          | 64       | 6        | 1        |
| Calcio Catania · Italia           | 1.ª           | 2012-13       | 11    | 0     | 1      | 2                   | 0                   | 0                   | —                          | —                          | —                          | 13       | 0        | 1        |
| Calcio Catania · Italia           | 1.ª           | 2013-14       | 25    | 0     | 0      | —                   | —                   | —                   | —                          | —                          | —                          | 25       | 0        | 0        |
| Calcio Catania · Italia           | 2.ª           | 2014          | 4     | 0     | 0      | —                   | —                   | —                   | —                          | —                          | —                          | 4        | 0        | 0        |
| Calcio Catania · Italia           | Total club    | Total club    | 40    | 0     | 1      | 2                   | 0                   | 0                   | 0                          | 0                          | 0                          | 42       | 0        | 1        |
| Boca Juniors Argentina            | 1.ª           | 2015          | 10    | 0     | 0      | 1                   | 0                   | 0                   | —                          | —                          | —                          | 11       | 0        | 0        |
| Boca Juniors Argentina            | 1.ª           | 2016          | 3     | 0     | 0      | —                   | —                   | —                   | 1                          | 0                          | 0                          | 4        | 0        | 0        |
| Boca Juniors Argentina            | Total club    | Total club    | 13    | 0     | 0      | 1                   | 0                   | 0                   | 1                          | 0                          | 0                          | 15       | 0        | 0        |
| Olimpia Paraguay                  | 1.ª           | 2016          | 13    | 0     | 0      | —                   | —                   | —                   | —                          | —                          | —                          | 13       | 0        | 0        |
| Olimpia Paraguay                  | Total club    | Total club    | 13    | 0     | 0      | 0                   | 0                   | 0                   | 0                          | 0                          | 0                          | 13       | 0        | 0        |
| Universidad de Concepción · Chile | 1.ª           | 2019          | 12    | 0     | 0      | 0                   | 0                   | 0                   | 3                          | 0                          | 0                          | 15       | 0        | 0        |
| Universidad de Concepción · Chile | Total club    | Total club    | 12    | 0     | 0      | 0                   | 0                   | 0                   | 3                          | 0                          | 0                          | 15       | 0        | 0        |
| Rentistas · Uruguay               | 1.ª           | 2020          | 17    | 2     | 0      | -                   | -                   | -                   | -                          | -                          | -                          | 17       | 2        | 0        |
| Rentistas · Uruguay               | 1.ª           | 2021          | 13    | 0     | 0      | -                   | -                   | -                   | -                          | -                          | -                          | 13       | 0        | 0        |
| Rentistas · Uruguay               | 1.ª           | 2022          | 4     | 0     | 0      | -                   | -                   | -                   | -                          | -                          | -                          | 4        | 0        | 0        |
| Rentistas · Uruguay               | Total club    | Total club    | 34    | 2     | 0      | -                   | -                   | -                   | -                          | -                          | -                          | 34       | 2        | 0        |
| Independiente Medellín · Colombia | 1.ª           | 2021          | 8     | 0     | 0      | -                   | -                   | -                   | -                          | -                          | -                          | 8        | 0        | 0        |
| Independiente Medellín · Colombia | Total club    | Total club    | 8     | 0     | 0      | -                   | -                   | -                   | -                          | -                          | -                          | 8        | 0        | 0        |
| Total carrera                     | Total carrera | Total carrera | 173   | 7     | 2      | 3                   | 0                   | 0                   | 15                         | 1                          | 0                          | 191      | 8        | 2        |

## Palmarés

### Campeonatos nacionales
| Título                        | Equipo                 | País      | Año  |
| ----------------------------- | ---------------------- | --------- | ---- |
| Campeonato Uruguayo           | Nacional               | Uruguay   | 2011 |
| Campeonato Uruguayo           | Nacional               | Uruguay   | 2012 |
| Primera División de Argentina | Boca Juniors           | Argentina | 2015 |
| Copa Argentina                | Boca Juniors           | Argentina | 2015 |
| Torneo Intermedio             | Nacional               | Uruguay   | 2017 |
| Torneo Intermedio             | Nacional               | Uruguay   | 2018 |
| Torneo Apertura               | Rentistas              | Uruguay   | 2020 |
| Copa Colombia                 | Independiente Medellín | Colombia  | 2020 |